# مقاطعة كين (إلينوي)
مقاطعة كين (بالإنجليزية: Kane County)‏ هي إحدى المقاطعات في ولاية إلينوي في الولايات المتحدة الأمريكية.

## معرض صور

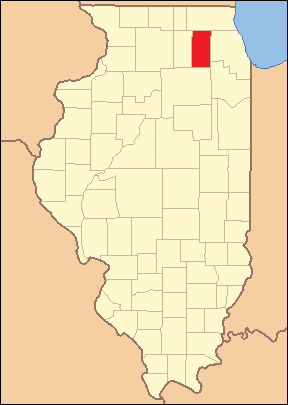
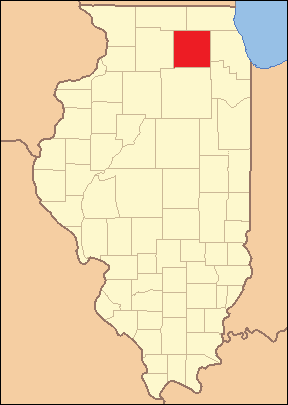
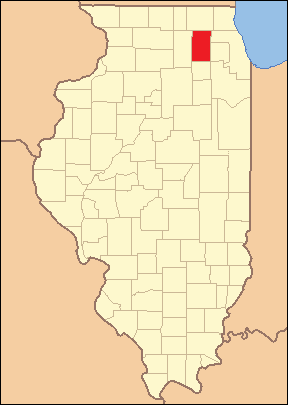